# Phyllanthus muscosus
Phyllanthus muscosus är en emblikaväxtart som beskrevs av Henry Nicholas Ridley. Phyllanthus muscosus ingår i släktet Phyllanthus och familjen emblikaväxter. Inga underarter finns listade i Catalogue of Life.